# Kanton Cérilly
Der Kanton Cérilly war bis 2015 ein französischer Wahlkreis im Arrondissement Montluçon, im Département Allier und in der Region Auvergne. Er umfasste zwölf Gemeinden, Hauptort war Cérilly. 

## Geschichte
Der Kanton wurde am 4. März 1790 im Zuge der Einrichtung der Départements als Teil des damaligen District de Cérilly gegründet. Mit der Gründung der Arrondissements am 17. Februar 1800 wurde der Distrikt aufgelöst und der Kanton dem neuen Arrondissement Montluçon zugeordnet und neu zugeschnitten. Die landesweiten Änderungen in der Zusammensetzung der Kantone brachten im März 2015 seine Auflösung.

## Geografie
Der Kanton grenzte im Norden an den Kanton Charenton-du-Cher im Arrondissement Saint-Amand-Montrond im Département Cher (Centre-Val de Loire), im Osten an die Kantone Lurcy-Lévis und Bourbon-l’Archambault im Arrondissement Moulins, im Süden an den Kanton Hérisson und im Westen an den Kanton Saulzais-le-Potier im Arrondissement Saint-Amand-Montrond im Département Cher (Centre-Val de Loire).

## Gemeinden
| Gemeinde              | Einwohner | Code postal | Code Insee |
| --------------------- | --------- | ----------- | ---------- |
| Ainay-le-Château      | 1.165     | 3360        | 03003      |
| Braize                | 257       | 3360        | 03037      |
| Cérilly               | 1.568     | 3350        | 03048      |
| Isle-et-Bardais       | 321       | 3360        | 03130      |
| Lételon               | 144       | 3360        | 03143      |
| Meaulne               | 759       | 3360        | 03168      |
| Saint-Bonnet-Tronçais | 783       | 3360        | 03221      |
| Theneuille            | 411       | 3350        | 03282      |
| Urçay                 | 298       | 3360        | 03293      |
| Valigny               | 441       | 3360        | 03296      |
| Le Vilhain            | 267       | 3350        | 03313      |
| Vitray                | 130       | 3360        | 03318      |

## Einwohner
| Bevölkerungsentwicklung | Bevölkerungsentwicklung |
| Jahr                    | Einwohner               |
| ----------------------- | ----------------------- |
| 1962                    | 8682                    |
| 1968                    | 9218                    |
| 1975                    | 8464                    |
| 1982                    | 7737                    |
| 1990                    | 7214                    |
| 1999                    | 6544                    |
| 2006                    | 6238                    |
| 2011                    | 5990                    |

## Politik
| Vertreter im conseil général des Départements | Vertreter im conseil général des Départements | Vertreter im conseil général des Départements |
| Amtszeit                                      | Name                                          | Partei                                        |
| --------------------------------------------- | --------------------------------------------- | --------------------------------------------- |
| 1985–2015                                     | Gérard Dériot                                 | UMP                                           |